# Rastenfeld
Rastenfeld è un comune austriaco di 1 530 abitanti nel distretto di Krems-Land, in Bassa Austria; ha lo status di comune mercato (Marktgemeinde).